# 合肥轨道交通2号线
合肥地铁2号线是中华人民共和国安徽省合肥市的城市轨道交通线路，线路识别色称 群青蓝 ，是合肥市的第2条地铁线路。2号线为东西方向线路，全线42.76公里，车站35座。2017年12月26日通车。

## 线路走向
2号线为东西走向，东起瑶海三十埠，西至蜀山南岗，沿长江路敷设，全长27.76公里，共设24座车站，其中，有6座换乘站，分别与已开通的1、3、4、5号线，正在建设的6、7、8号线，以及规划中的9号线实现换乘，为早日构建轨道交通网络化运营体系奠定了坚实的基础。2号线开通运营后，运能运力充足，工作日全日客流运能运力可达42.92万人次，双休日可达44.63万人次，完全符合运能需求。

## 历史

### 规划历史
2010年7月，《合肥市城市轨道交通近期建设规划（2009-2016年）》通过国家发改委审批，其中包括2号线。
2012年12月，国家发改委批准2号线可行性研究报告。
2015年6月，2号线站名开始公示。
2016年1月，2号线各站正式站名确定。
2017年9月，2号线东延工程勘察设计工作启动。12月8日，2号线东延工程客流预测报告通过专家评审。
2020年3月17日，《合肥市城市轨道交通第三期建设规划（2020-2025年）》获得国家发改委批复，其中包括2号线东延工程。
2021年11月11日，2号线西延工程启动勘察监理招标。
2022年7月15日，2号线东延工程各站暂命名公示。

### 建设历史
2013年2月19日，2号线正式开工。
2014年12月18日，铜陵路站封顶，为全线首个封顶车站。
2015年1月，铜陵路站 - 东一环站右线区间贯通，为全线首个贯通的单线区间。5月，2号线车站全部土建工程完工。12月30日，天柱路站 - 科学大道站双线区间贯通，为全线首个贯通的双线区间。
2016年11月8日，2号线全线洞通。
2017年6月20日，2号线开始试运行。12月26日，2号线开通运营。
2020年9月29日，2号线东延工程开工。
2021年5月28日，寓酒路站封顶，为2号线东延工程首个封顶车站。8月17日，肥东站 - 寓酒路站区间右线贯通，为2号线东延工程首个贯通的单线区间。9月16日，肥东火车站 - 寓酒路站区间左线贯通，该区间成为2号线东延工程首个贯通的双线区间。
2022年7月31日，2号线东延工程所有车站全部封顶。
2023年9月5日，2号线东延线段开始空载试运行，11月14日完成“满图”试运行。
2023年12月26日，2号线东延线开通运营。

## 车站一览
| 合肥轨道交通2号线 |                          |                 |        |            |                                         |                                         |              |              |          |
| 阶段              | 站名                     | 换乘路线        | 行政区 | 首班车     | 首班车                                  | 末班车                                  | 末班车       | 车站形式     | 开门方向 |
| 阶段              | 站名                     | 换乘路线        | 行政区 | 撮镇站方向 | 南岗方向                                | 撮镇站方向                              | 南岗方向     | 车站形式     | 开门方向 |
| 西延              | 枣林                     | █ S2线（规划）  | 蜀山区 | 未         | 未                                      | 未                                      | 未           | 未           | 未       |
| 西延              | 姚家畈路                 | 不適用          | 蜀山区 | 未         | 未                                      | 未                                      | 未           | 未           | 未       |
| 西延              | 绍章路                   | 不適用          | 蜀山区 | 未         | 未                                      | 未                                      | 未           | 未           | 未       |
| 西延              | 西城大道                 | █ 6号线（规划） | 蜀山区 | 未         | 未                                      | 未                                      | 未           | 未           | 未       |
| 西延              | 天柱山路                 | 不適用          | 蜀山区 | 未         | 未                                      | 未                                      | 未           | 未           | 未       |
| 西延              | 小蜀山                   | 不適用          | 蜀山区 | 未         | 未                                      | 未                                      | 未           | 未           | 未       |
| 西延              | 侯店路                   | 不適用          | 蜀山区 | 未         | 未                                      | 未                                      | 未           | 未           | 未       |
| 西延              | 火龙地路                 | 不適用          | 蜀山区 | 未         | 未                                      | 未                                      | 未           | 未           | 未       |
|                   | 南岗                     | █ 7号线（规划） | 蜀山区 | 6:00       | ——                                      | 22:30（周一至周四） 23:00（周五至周日） | ——           | 地下二层岛式 | 左侧开门 |
| 桂庄              | 不適用                   | 6:01            | 蜀山区 | 6:37       | 22:31（周一至周四） 23:01（周五至周日） | 23:41（周一至周四） 00:01（周五至周日） | 地下二层岛式 | 左侧开门     |          |
| 汽车西站          | 不適用                   | 6:03            | 蜀山区 | 6:35       | 22:33（周一至周四） 23:03（周五至周日） | 23:40（周一至周四） 00:00（周五至周日） | 地下二层岛式 | 左侧开门     |          |
| 振兴路            | 不適用                   | 6:06            | 蜀山区 | 6:33       | 23:36（周一至周四） 23:06（周五至周日） | 23:37（周一至周四） 23:57（周五至周日） | 地下二层岛式 | 左侧开门     |          |
| 蜀山西            | 不適用                   | 6:08            | 蜀山区 | 6:30       | 22:38（周一至周四） 23:08（周五至周日） | 23:35（周一至周四） 23:55（周五至周日） | 地下二层岛式 | 左侧开门     |          |
| 大蜀山            | 不適用                   | 6:00            | 蜀山区 | 6:28       | 22:41（周一至周四） 23:11（周五至周日） | 23:32（周一至周四） 23:52（周五至周日） | 地下二层岛式 | 左侧开门     |          |
| 天柱路            | 不適用                   | 6:02            | 蜀山区 | 6:25       | 22:43（周一至周四） 23:13（周五至周日） | 23:30（周一至周四） 23:50（周五至周日） | 地下二层岛式 | 左侧开门     |          |
| 科学大道          | 不適用                   | 6:04            | 蜀山区 | 6:24       | 22:45（周一至周四） 23:15（周五至周日） | 23:28（周一至周四） 23:48（周五至周日） | 地下二层岛式 | 左侧开门     |          |
| 十里庙            | 不適用                   | 6:06            | 蜀山区 | 6:21       | 22:47（周一至周四） 23:17（周五至周日） | 23:26（周一至周四） 23:46（周五至周日） | 地下二层岛式 | 左侧开门     |          |
| 西七里塘          | █ 3号线                  | 6:08            | 蜀山区 | 6:19       | 22:49（周一至周四） 23:19（周五至周日） | 23:24（周一至周四） 23:44（周五至周日） | 地下二层岛式 | 左侧开门     |          |
| 五里墩            | █ S1线（在建）           | 6:10            | 蜀山区 | 6:17       | 22:51（周一至周四） 23:21（周五至周日） | 23:22（周一至周四） 23:42（周五至周日） | 地下二层岛式 | 左侧开门     |          |
| 三里庵            | 不適用                   | 6:00            | 蜀山区 | 6:15       | 22:53（周一至周四） 23:23（周五至周日） | 23:19（周一至周四） 23:39（周五至周日） | 地下二层岛式 | 左侧开门     |          |
| 安农大            | 不適用                   | 6:01            | 蜀山区 | 6:13       | 22:55（周一至周四） 23:25（周五至周日） | 23:17（周一至周四） 23:37（周五至周日） | 地下二层岛式 | 左侧开门     |          |
| 三孝口            | █ 5号线                  | 庐阳区          | 6:16   | 6:13       | 22:57（周一至周四） 23:27（周五至周日） | 23:15（周一至周四） 23:35（周五至周日） | 地下二层岛式 | 左侧开门     |          |
| 四牌楼            | █ 8号线（规划）          | 庐阳区          | 6:06   | 6:08       | 23:00（周一至周四） 23:30（周五至周日） | 23:13（周一至周四） 23:33（周五至周日） | 地下二层岛式 | 左侧开门     |          |
| 大东门            | █ 1号线 █ 10号线（规划） | 瑶海区          | 6:08   | 6:06       | 23:02（周一至周四） 23:32（周五至周日） | 23:11（周一至周四） 23:31（周五至周日） | 地下三层岛式 | 左侧开门     |          |
| 三里街            | █ 12号线（规划）         | 瑶海区          | 6:10   | 6:04       | 23:04（周一至周四） 23:34（周五至周日） | 23:08（周一至周四） 23:28（周五至周日） | 地下三层岛式 | 左侧开门     |          |
| 东五里井          | 不適用                   | 瑶海区          | 6:00   | 6:02       | 23:06（周一至周四） 23:36（周五至周日） | 23:06（周一至周四） 23:26（周五至周日） | 地下二层岛式 | 左侧开门     |          |
| 东七里            | █ 4号线                  | 瑶海区          | 6:02   | 6:00       | 23:09（周一至周四） 23:39（周五至周日） | 23:04（周一至周四） 23:24（周五至周日） | 地下二层岛式 | 左侧开门     |          |
| 漕冲              | 不適用                   | 瑶海区          | 6:04   | 6:08       | 23:11（周一至周四） 23:41（周五至周日） | 23:01（周一至周四） 23:21（周五至周日） | 地下二层岛式 | 左侧开门     |          |
| 东二十埠          | 不適用                   | 瑶海区          | 6:06   | 6:05       | 23:13（周一至周四） 23:43（周五至周日） | 22:59（周一至周四） 23:19（周五至周日） | 地下二层岛式 | 左侧开门     |          |
| 龙岗              | █ 11号线（规划）         | 瑶海区          | 6:08   | 6:03       | 23:15（周一至周四） 23:45（周五至周日） | 22:57（周一至周四） 23:17（周五至周日） | 地下二层岛式 | 左侧开门     |          |
| 王岗              | 不適用                   | 瑶海区          | 6:11   | 6:01       | 23:18（周一至周四） 23:48（周五至周日） | 22:55（周一至周四） 23:15（周五至周日） | 地下二层岛式 | 左侧开门     |          |
| 三十埠            | █ 9号线（规划）          | 瑶海区          | 6:12   | 6:00       | 23:19（周一至周四） 23:49（周五至周日） | 22:53（周一至周四） 23:13（周五至周日） | 地下二层岛式 | 左侧开门     |          |
| 三十埠东          | 不適用                   | 肥东县          | 6:15   | 6:06       | 23:22（周一至周四） 23:52（周五至周日） | 22:50（周一至周四） 23:10（周五至周日） | 地下二层岛式 | 左侧开门     |          |
| 祥和              | 不適用                   | 肥东县          | 6:17   | 6:04       | 23:24（周一至周四） 23:54（周五至周日） | 22:48（周一至周四） 23:08（周五至周日） | 地下二层岛式 | 左侧开门     |          |
| 桂王              | 不適用                   | 肥东县          | 6:19   | 6:02       | 23:26（周一至周四） 23:56（周五至周日） | 22:46（周一至周四） 23:06（周五至周日） | 地下二层岛式 | 左侧开门     |          |
| 对河              | 不適用                   | 肥东县          | 6:21   | 6:00       | 23:28（周一至周四） 23:58（周五至周日） | 22:44（周一至周四） 23:04（周五至周日） | 地下二层岛式 | 左侧开门     |          |
| 店埠河            | 不適用                   | 肥东县          | 6:24   | 6:12       | 23:31（周一至周四） 00:01（周五至周日） | 22:42（周一至周四） 23:02（周五至周日） | 地下二层岛式 | 左侧开门     |          |
| 排头              | █ S6线（规划）           | 肥东县          | 6:26   | 6:10       | 23:33（周一至周四） 00:03（周五至周日） | 22:40（周一至周四） 23:00（周五至周日） | 地下二层岛式 | 左侧开门     |          |
| 肥东站            | 不適用                   | 肥东县          | 6:28   | 6:07       | 23:35（周一至周四） 00:05（周五至周日） | 22:37（周一至周四） 22:57（周五至周日） | 地下二层岛式 | 左侧开门     |          |
| 和睦湖            | █ S3线（规划）           | 肥东县          | 6:30   | 6:05       | 23:37（周一至周四） 00:07（周五至周日） | 22:35（周一至周四） 22:55（周五至周日） | 地下二层岛式 | 左侧开门     |          |
| 马桥              | █ 6号线（规划）          | 肥东县          | 6:32   | 6:04       | 23:39（周一至周四） 00:09（周五至周日） | 22:34（周一至周四） 22:54（周五至周日） | 地下二层岛式 | 左侧开门     |          |
| 南沙河            | 不適用                   | 肥东县          | 6:34   | 6:01       | 23:41（周一至周四） 00:11（周五至周日） | 22:31（周一至周四） 22:51（周五至周日） | 地下二层岛式 | 左侧开门     |          |
| 撮镇              | 不適用                   | 肥东县          | ——     | 6:00       | ——                                      | 22:30（周一至周四） 22:50（周五至周日） | 地下二层岛式 | 左侧开门     |          |